# Парышкуро, Лариса Анатольевна
Лариса Анатольевна Парышкуро (1924—1991) — начальник отдела НПП «Исток», Герой Социалистического Труда.

## Биография
Родилась 26 декабря 1924 года.
Свою научно-производственную деятельность Лариса Анатольевна начала на «Истоке» (город Фрязино) в 1948 году, после окончания Московского энергетического института. В 1961 году она возглавила лабораторию, а затем в 1977 г. стала начальником отдела № 4, одного из крупнейших на «Истоке», сменив на этом посту Г. А. Крысова.
На протяжении многих лет Л. А. Парышкуро олицетворяла целую эпоху в жизни и деятельности НПК-17 и предприятия в целом. Основное направление её деятельности — разработка и внедрение в производство источников СВЧ-колебаний малых мощностей. За 40 лет своей научно-производственной деятельности она, совместно с возглавляемым ею коллективом, создала и внедрила в производство более 40 типов изделий электронной техники (ИЭТ), на базе которых была создана радиоэлектронная аппаратура (РЭА) различного назначения, успешно используемая не только в нашей стране, но и за её пределами.
Умерла Лариса Анатольевна 15 марта 1991 года. Похоронена на Гребневском кладбище города Щелково,Московской области.

## Награды
За свой безупречный труд Лариса Анатольевна была удостоена высших наград и званий Родины:
- в 1969 году ей было присвоено звание Героя Социалистического Труда с вручением ордена Ленина и Золотой медали «Серп и молот».
- Также была награждена орденами «Знак Почета» (1957), «Трудового Красного Знамени» (1963), орденом Ленина (1963) и медалями.
- В 1965 году она в составе авторского коллектива была удостоена звания лауреата Ленинской премии.
- Почетный гражданин города Фрязино.

## Память
- В городе Фрязино, на доме № 19 по ул. Вокзальной, где жила Героиня, установлена памятная доска[2], а на аллее Героев Труда в г. Фрязино установлен её бюст.